# Torre de Santa Àgata
La Torre de Santa Àgata de Malta és una torre construïda amb l'estil de les Torres Wignacourt, tot i que va ser completada el 1649 durant el magisteri del Gran Mestre Jean de Lascaris-Castellar (promotor de les Torres Lascaris) i dissenyada per Antonio Garsin. Es coneix també com a la Torre vermella degut al color amb la qual fou pintada.

## Descripció

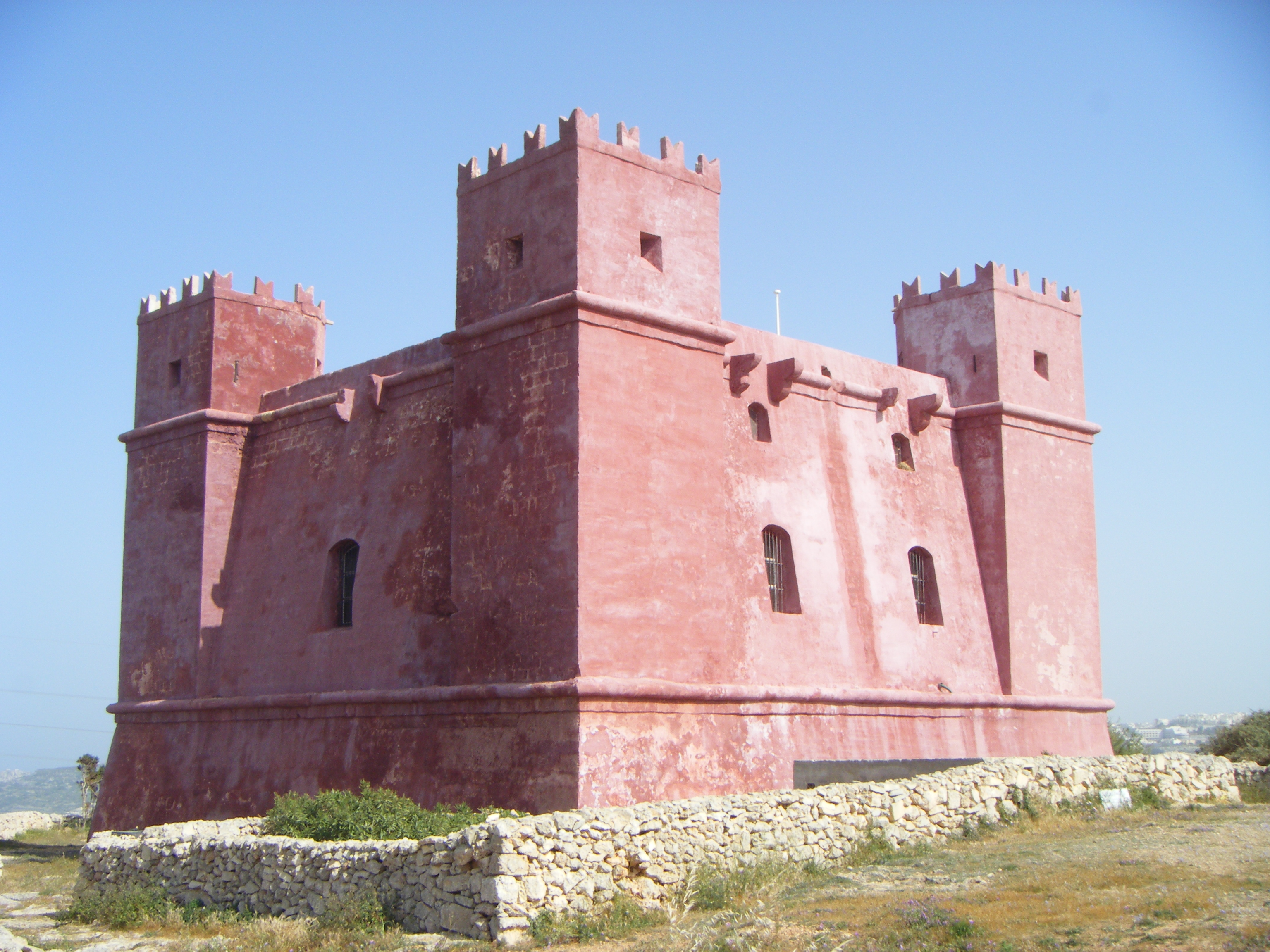
Torre de Santa Àgata, coneguda com a Torre vermella

L'estructura original era un quadrat amb quatre torretes als costats per a posar-hi canons, les quatre torres estan unides per un clos murallat que fa quatre metres d'amplada a la base i es cobreix amb una volta de canó. Les torretes dels angles estan decorades amb una sanefa característica de les fortificacions d'era moderna.
La torre està situada en una posició de comandament, a la zona de Marfa Ridge, al nord-oest de l'illa de Malta i vigila el port natural i les terres de desembarcament de la badia de Mellieħa, amb vistes a les illes de Comino i Gozo. També servia per a les comunicacions amb el quarter general de l'Orde de Sant Joan de Jerusalem a La Valletta. Era la base principal de la zona oest de l'illa, comptava amb una guarnició de 30 homes i vitualles i armes per resistir durant 40 dies.
Com moltes de les construccions defensives de l'Orde de l'Hospital, durant el segle xviii es van enfortir amb l'addició de bateries baixes als flancs. Van continuar tenint una funció militar durant el període britànic de l'illa i va ser atacada a la II Guerra Mundial. Després de la guerra va servir com a estació de radar tant de britànics com de l'exèrcit maltès.
A finals del segle xx, però la torre va ser abandonada i estava en força mal estat, una de les torretes havia desaparegut. El 1999 va començar una restauració promoguda per Din l-Art Helwa i patrocinada per diverses entitats i empreses que va acabar el 2001. Es van reconstruir les muralles, es va aixecar de nou la torreta desapareguda. Es van recuperar els elements originals de l'interior, com el terra i els sostres, així com les escales. També es va pintar tot el conjunt amb el color característic. Actualment la torre està sota el manteniment i explotació de Din l-Art Helwa i és oberta al públic

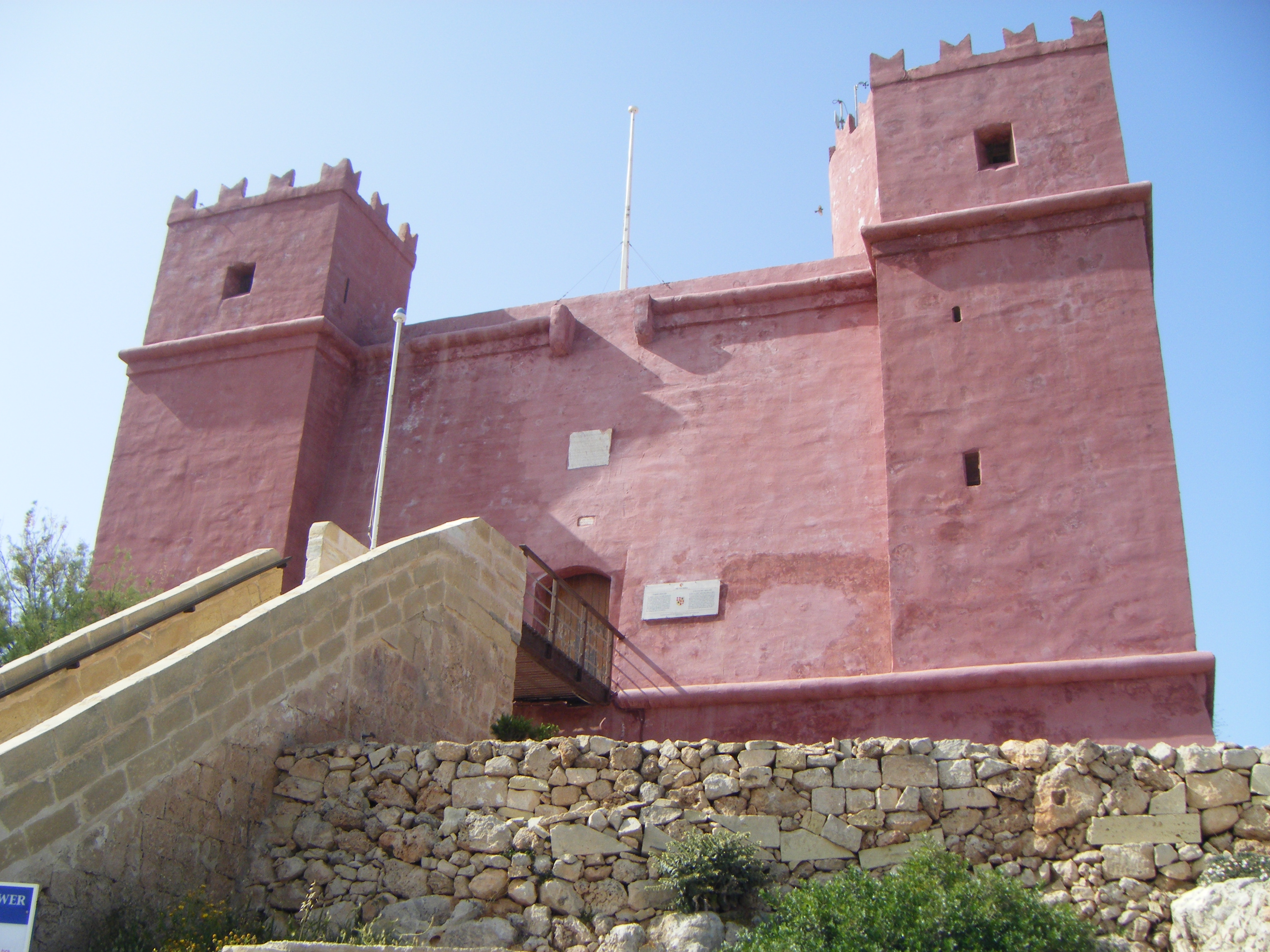
Entrada principal
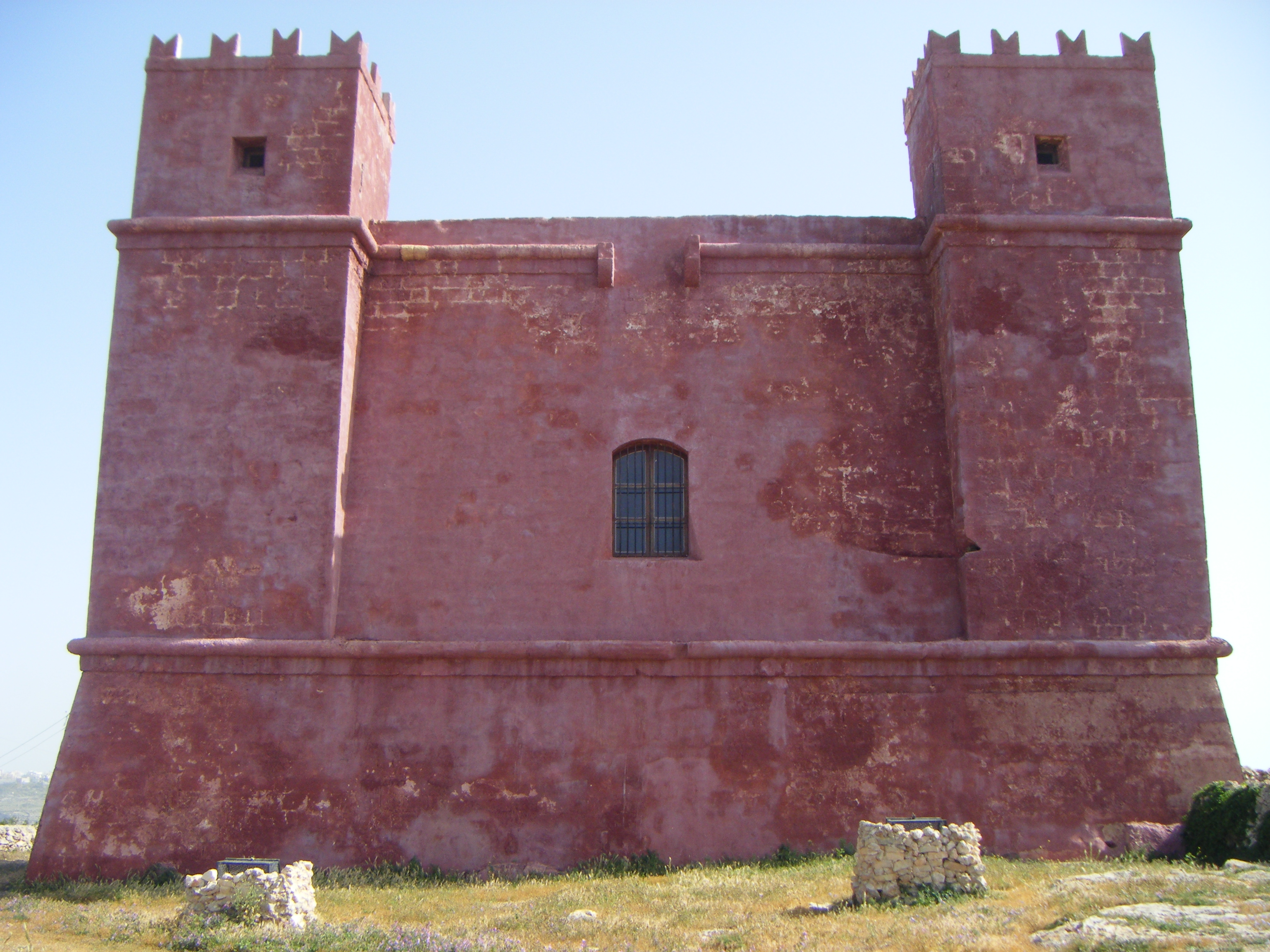
Muralla est
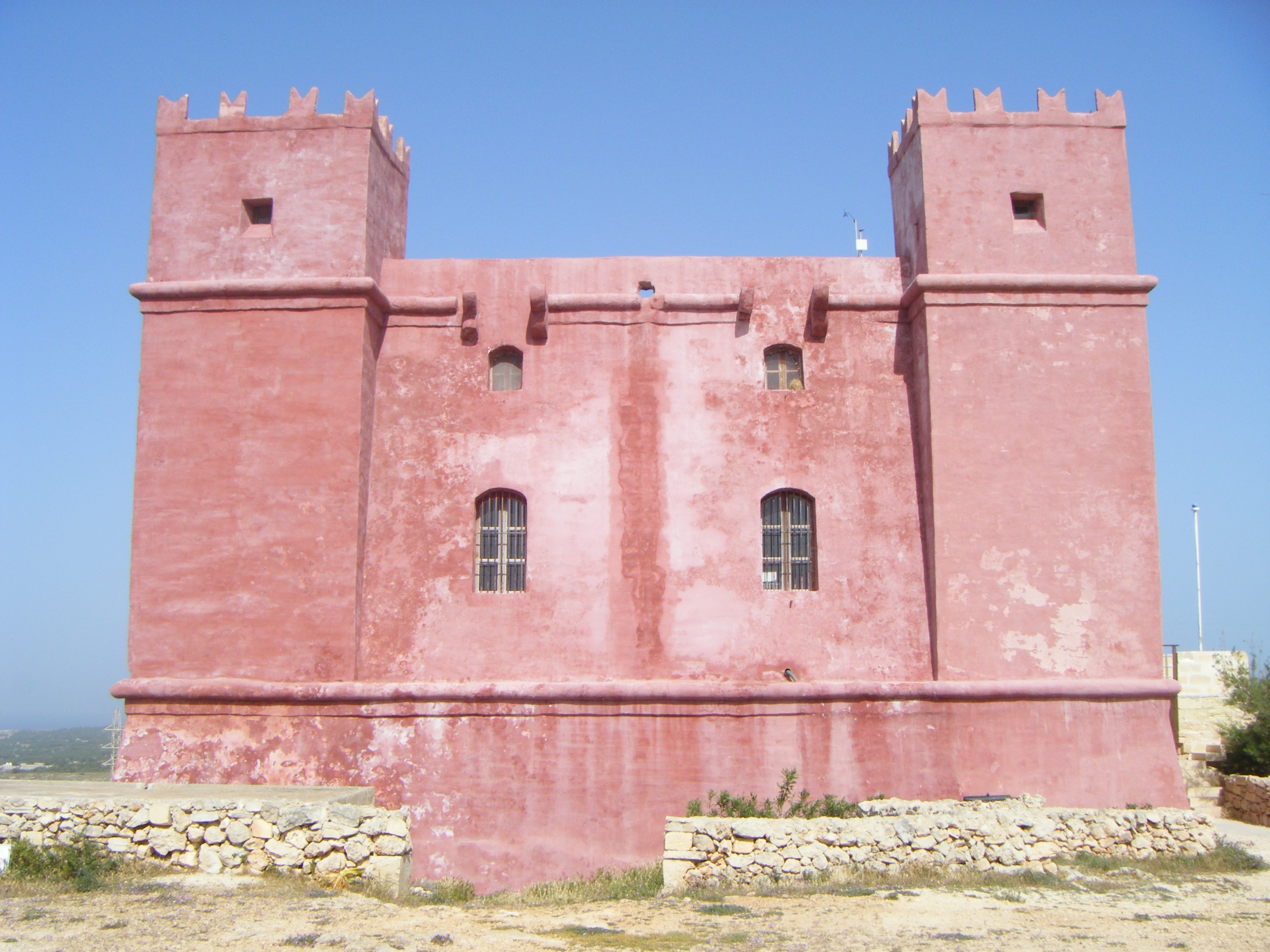
Muralla oest
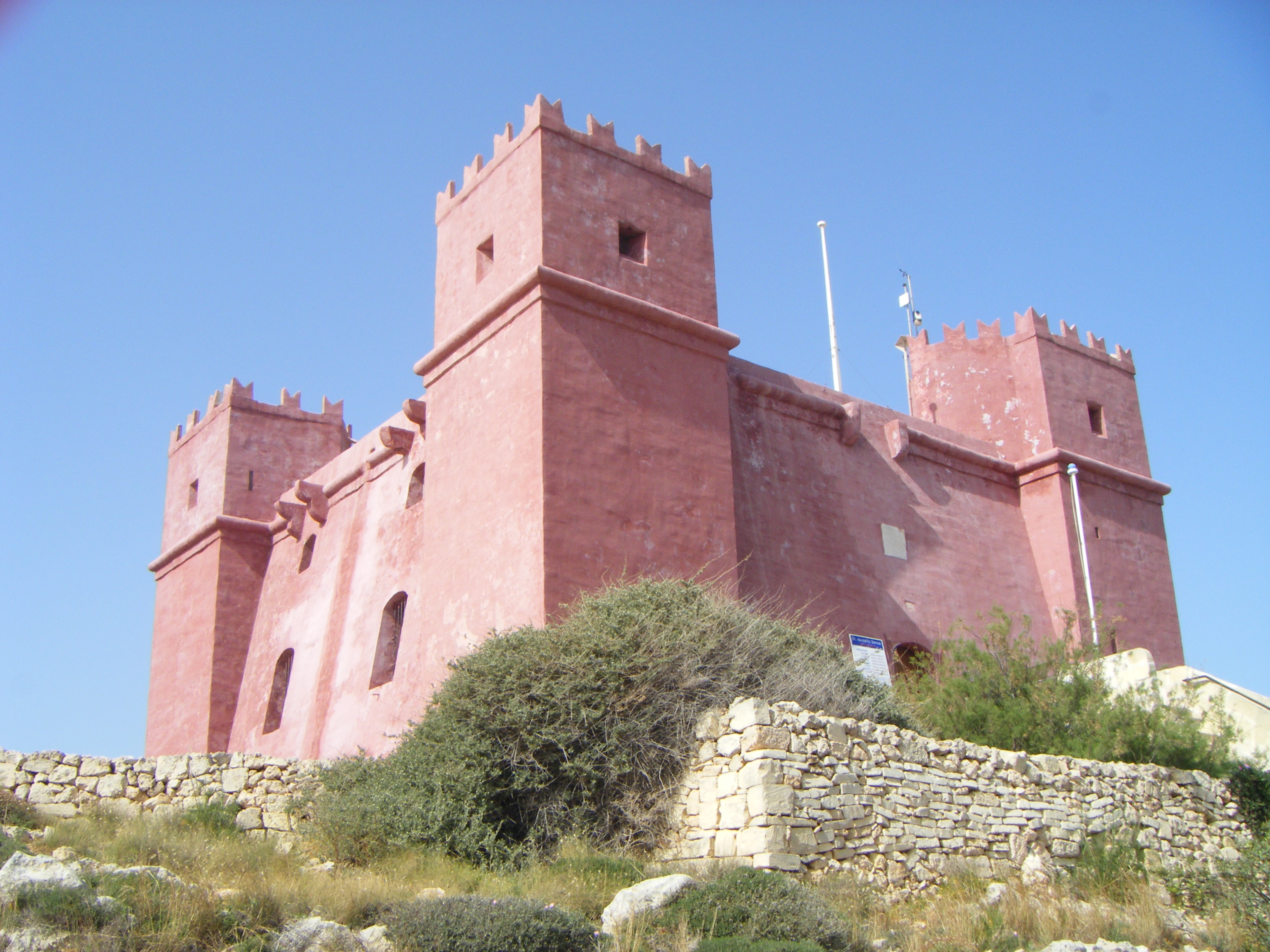
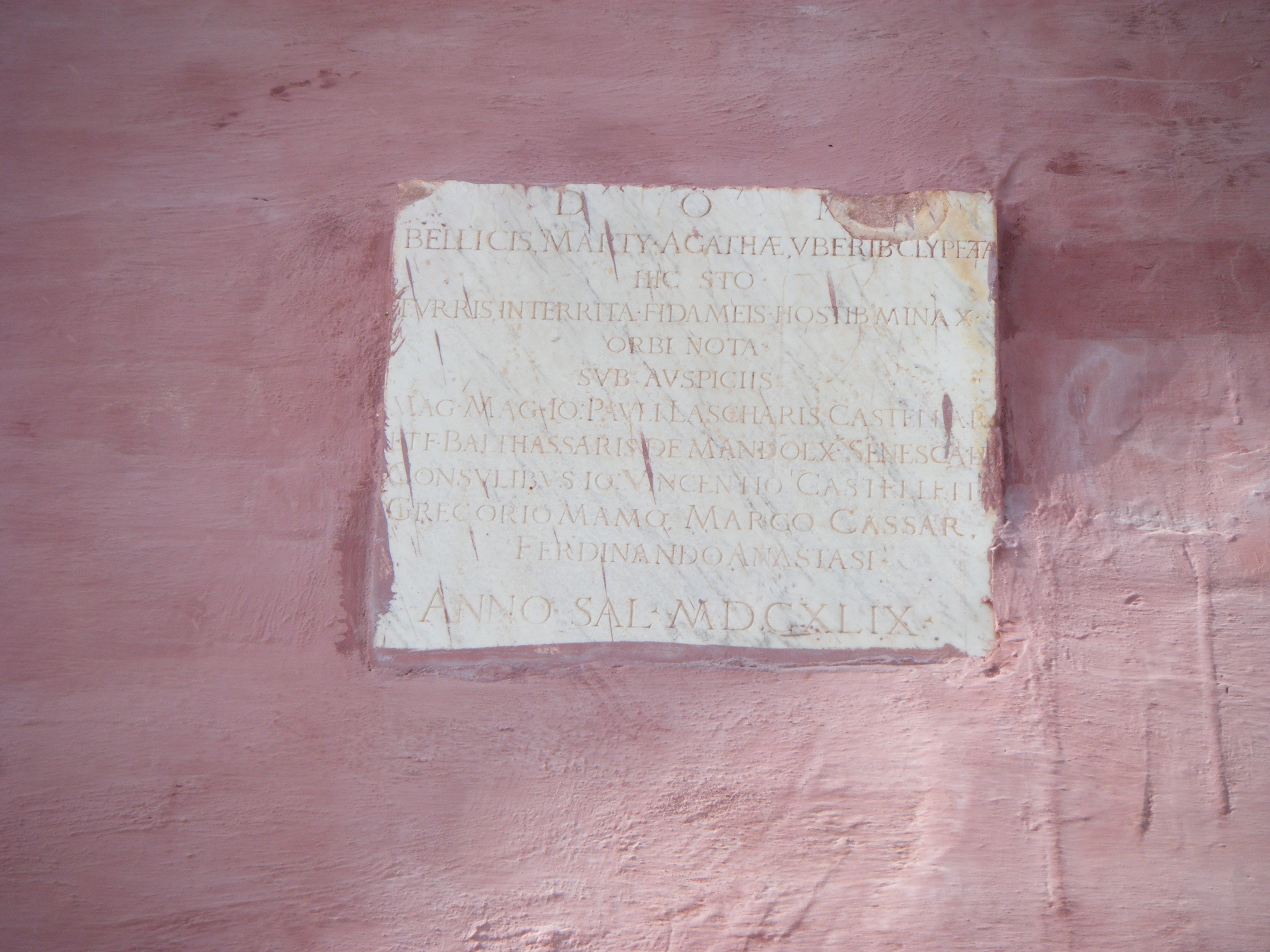
Inscripció en la part superior de la porta que data de 1649
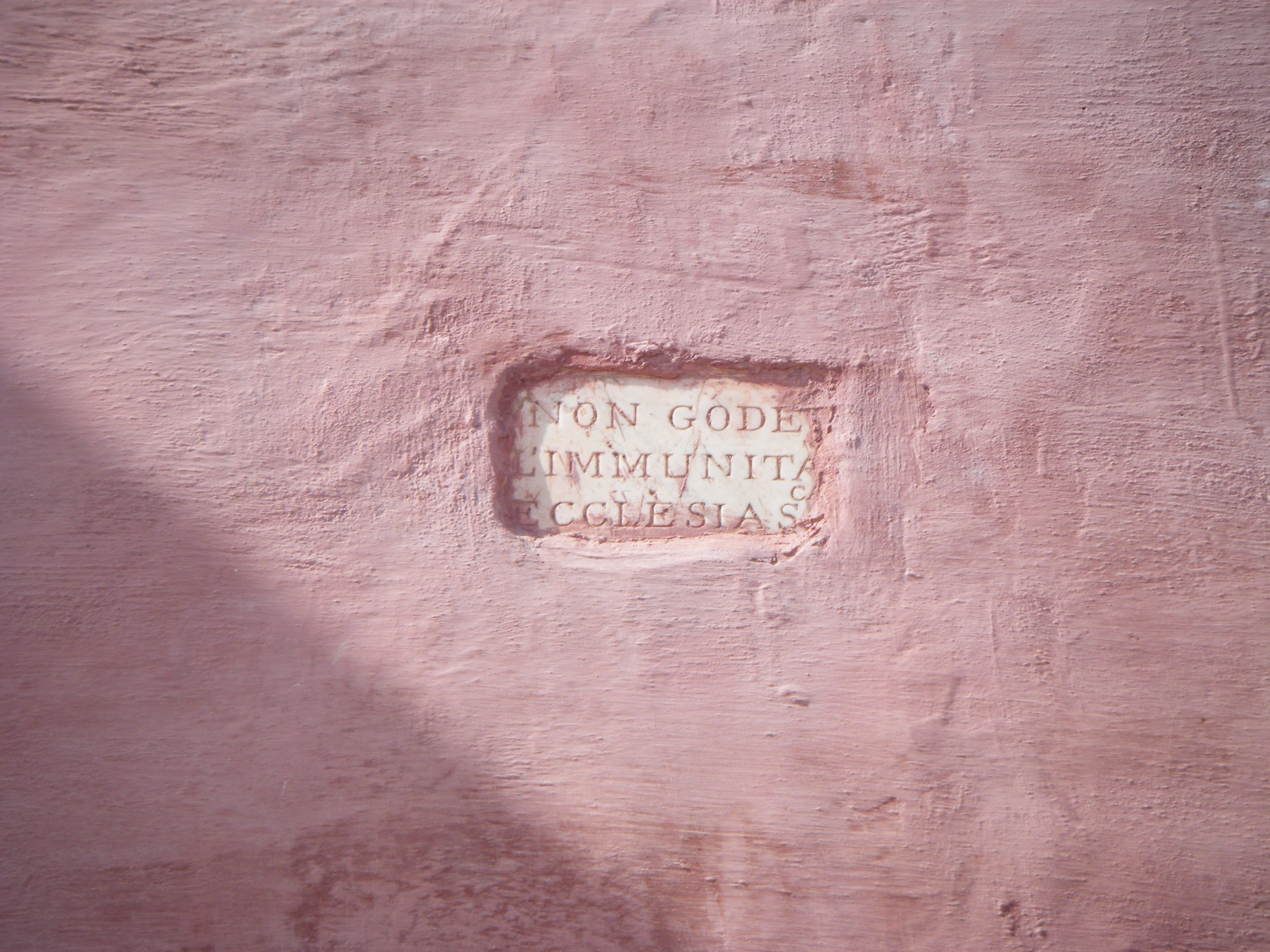
Inscripció que indica que el lloc no gaudeix d'immunitat eclesiàstic (NON GODE L'IMMUNITA ECCLES..)